# 이열음
이열음(李烈音, 본명: 이현정, 1996년 2월 16일~)은 대한민국의 배우다.

## 학력
- 분당영덕여자고등학교
- 성신여자대학교 미디어영상연기학과

## 출연 작품

### 드라마
| 연도 | 방송사  | 제목                                       | 역할   | 비고     |
| ---- | ------- | ------------------------------------------ | ------ | -------- |
| 2013 | JTBC    | 더 이상은 못 참아                          | 박은미 | 데뷔작   |
| 2013 | MBC     | 드라마 페스티벌 - 소년, 소녀를 다시 만나다 | 조하경 |          |
| 2014 | KBS2    | KBS 드라마 스페셜 - 중학생 A양             | 조은서 |          |
| 2014 | tvN     | 고교처세왕                                 | 정유아 |          |
| 2015 | SBS     | 이혼변호사는 연애중                        | 우유미 |          |
| 2015 | KBS1    | 가족을 지켜라                              | 오세미 |          |
| 2015 | SBS     | 마을 - 아치아라의 비밀                     | 신가영 |          |
| 2016 | MBC     | 몬스터                                     | 차정은 |          |
| 2018 | OCN     | 애간장                                     | 한지수 |          |
| 2018 | MBC     | 대장금이 보고있다                          | 한진미 |          |
| 2018 | KBS2    | KBS 드라마 스페셜 - 엄마의 세 번째 결혼    | 오은수 |          |
| 2019 | TV조선  | 간택 - 여인들의 전쟁                       | 조영지 |          |
| 2020 | 채널A   | 터치                                       |        | 특별출연 |
| 2021 | JTBC    | 알고있지만,                                | 윤설아 |          |
| 2024 | Netflix | The 8 Show                                 | 김양   |          |

### 영화
- 2014년 단편영화 《검은 복도 2》 ... 류선영 역
- 2017년 《더 킹》 ... 을순 역
- 2019년 《MADE》 ... 주리 역(VR시네마 in BIFF 출품작)
- 2020년 《저 산 너머》 ... 강말손 역
- 2022년 《서울괴담》 ... 수진 역

## 연기 외 활동

### 방송
- 2016년 SBS 《인기가요》 - 스페셜 MC
- 2017년 SBS 《DJ쇼 트라이앵글》
- 2017년 tvN 《내 귀에 캔디》
- 2019년 SBS 《정글의 법칙 in 로스트 정글》 42기 2019년 6월 15일~2019년 7월 13일(368회~372회)

### M/V
- 2014년 크러쉬 〈가끔〉
- 2014년 어반자카파 〈Like a Bird〉
- 2015년 세븐틴 〈Q&A〉

## 광고
- 네이버 온라인 게임 러브비트
- 에버랜드
- 네이버밴드, 라인플레이
- 갤럭시S4(극장, 온라인 광고)
- 현대자동차
- 농심 - 입친구
- 넷마블 온라인 게임 이데아 레이드
- 롯데 펩시콜라
- (주)클리오 - 페리페라
- 미쟝센
- 현대자동차(2018)

## 수상 및 후보
| 연도 | 시상식           | 부문                      | 작품                 | 결과 | 출처  |
| ---- | ---------------- | ------------------------- | -------------------- | ---- | ----- |
| 2015 | SBS 연기대상     | 뉴스타상                  | 마을 아치아라의 비밀 | 수상 | [ 2 ] |
| 2016 | MBC 연기대상     | 여자 신인상               | 몬스터               | 후보 |       |
| 2018 | MBC 방송연예대상 | 뮤직/토크부문 여자 신인상 | 대장금이 보고있다    | 후보 |       |